# 摩南火山口

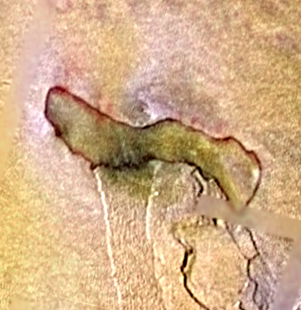
1999年10月伽利略探测器与木卫一交会时拍摄的摩南火山口高分辨率照片

摩南火山口（Monan Patera）是位于木卫一表面19°49′N 104°49′W / 19.82°N 104.81°W处的一座火山口或带扇贝状边缘的不规则火山坑，直径约137公里，其名称取自巴西神话中用火和洪水摧毁了世界的神祇-摩南（Monan），1997年被国际天文联合会正式批准接受。
摩南火山口位于绵长的摩南山北端，外观较为异常，类似于虫状的洼地，在它的南面横亘着阿匹库火山口，西侧坐落了喷发中心阿米拉尼火山，斯基提亚山屹立在它的北面，而往东则分布有吉什巴尔火山口、吉什巴尔山和埃斯坦火山口。
摩南火山口相似的南北边缘表明，它可能形成于一处被拉开的盆地，随后被又熔岩填满。